# マイカ与那嶺
マイカ与那嶺（マイカよなみね、英語名：Micah Todd Yonamine、2000年10月10日 - ）は、ハワイ州ホノルル出身のプロ野球選手（捕手・育成選手）。右投右打。北海道日本ハムファイターズ所属。
大伯父（祖父の兄）はかつて読売ジャイアンツと中日ドラゴンズでプレーし、引退後は中日の監督を務めた与那嶺要（ウォーリー与那嶺）。

## 経歴
イオラニ・スクール出身で、2019年にMLBドラフトでフィラデルフィア・フィリーズから29巡目（全体870位）で指名を受ける。しかし、2022年までのフィリーズ契約期間中にメジャーのロースターに入ることはできず、マイナーで128試合に出場した。
2023年は北米独立リーグのフロンティアリーグに所属するウィンディシティ・サンダーボルツ、2024年はパイオニアリーグに所属するボイシ・ホークスでプレーした。ホークスでは96試合に出場して、打率.338、24本塁打、96打点の成績を残した。北海道日本ハムファイターズの秋季キャンプに参加して、入団テストを受けた。
2025年、日本ハムの春季キャンプに引き続きテスト生として参加していたが、2月14日に育成選手として契約したことが発表された。出身地のハワイがアメリカ合衆国の50番目の州であることから、背番号は150となった。日本ハム入団に際して「大伯父（与那嶺要）のプレッシャーはもちろんあるけど、与那嶺という名に恥じぬように頑張っていく」とコメントした。

## 詳細情報

### 背番号
- 150（2025年[5] - ）